# Defense Threat Reduction Agency
Die Defense Threat Reduction Agency (DTRA, gesprochen diitra; deutsch „Agentur für die Reduzierung von Verteidigungsbedrohungen“) ist eine dem Verteidigungsministerium der Vereinigten Staaten angegliederte militärische Dienststelle und beschäftigt mehr als 2000 Personen. Das jährliche Budget beläuft sich auf etwa 2,6 Milliarden US-Dollar.

## Geschichte
Die Gründung erfolgte 1998 aus dem Zusammenschluss verschiedener Vorläufer-Organisationen im US-Verteidigungsministerium, darunter die Defense Nuclear Agency, die Defense Special Weapons Agency sowie die On-Site Inspection Agency.
Nach dem Ende des Kalten Kriegs spielten schon die Vorläufer der DTRA eine wichtige Rolle bei der Unterstützung früherer Ostblockländer bei der geordneten Vernichtung von Massenvernichtungswaffen aus der Sowjetzeit und der Dekontamination der entsprechenden Anlagen. So wurden beispielsweise Raketensilos und Plutoniumfabriken in der Ukraine rückgebaut, um die mögliche Proliferation von Nuklearwaffen zu reduzieren; dieses Programm ließ man unter der Bezeichnung Cooperative Threat Reduction laufen.

## Auftrag

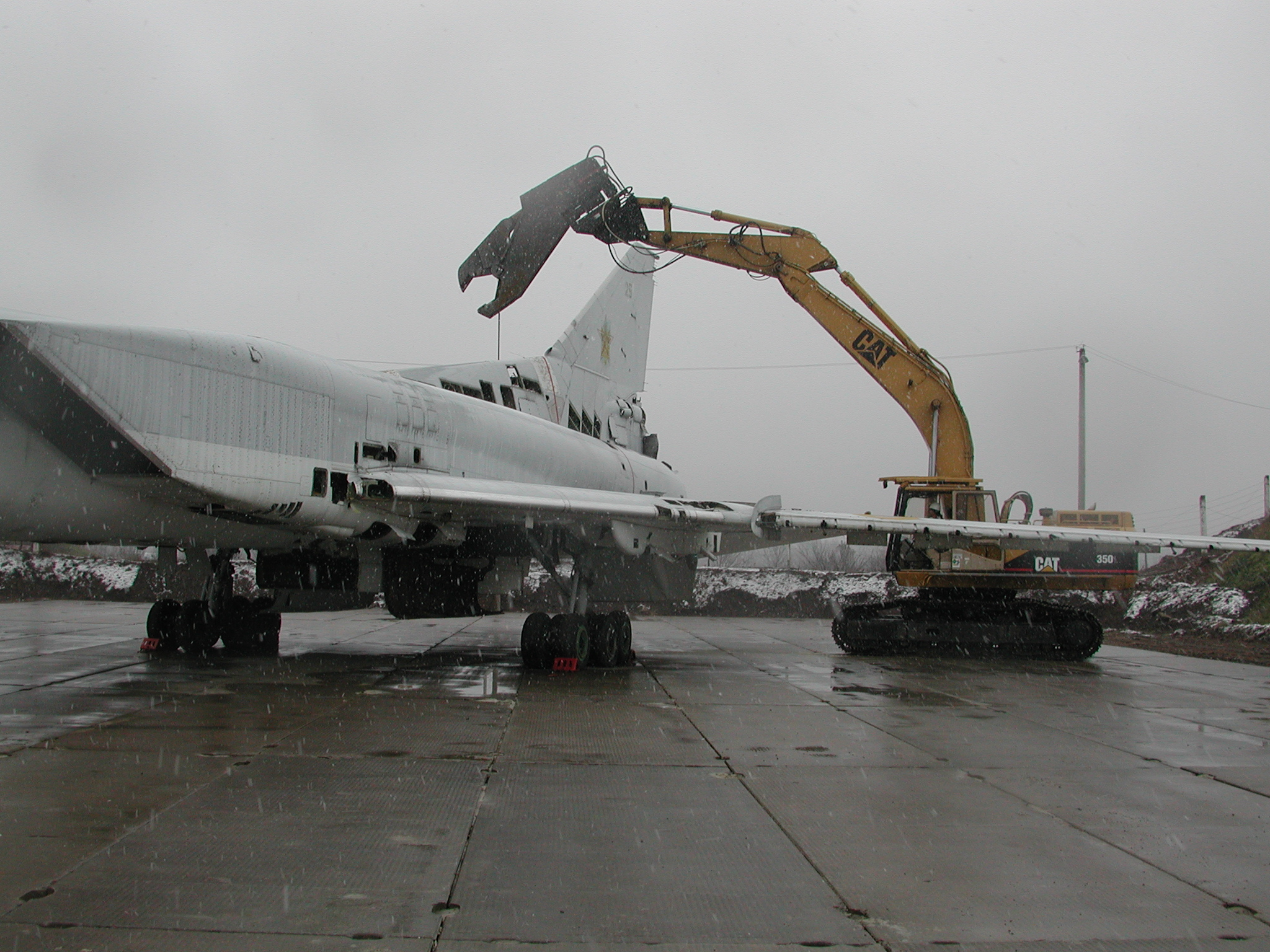
DTRA unterstützte diese Verschrottung einer Tupolew Tu-22M (NATO-Codename: Backfire) in der Ukraine

Nach 2001 hat die DTRA verschiedene, aber nicht alle Kompetenzen an das neu gegründete Department of Homeland Security abgeben müssen, gilt aber immer noch als wichtige Behörde innerhalb des US-Verteidigungsministeriums.
Die Hauptaufgabe liegt in der Verminderung der Bedrohung der USA und der restlichen Welt durch Massenvernichtungswaffen (nukleare, biologische, radiologische und chemische). Die DTRA ist auch verantwortlich für die Verringerung der Bedrohung eigener Truppen in konventionellen Kriegen, vor allem solchen, die in Europa stattfinden würden. Dieser Auftrag wird durch ihre Mitarbeit bei den verschiedenen Waffenkontrollverträgen, in denen die USA Signatarstaat sind, erfüllt: „DTRA's mission is to safeguard America and its interests from weapons of mass destruction (chemical, biological, radiological, nuclear, and high explosives) by reducing the threat and providing quality tools and services.“

## Organisation

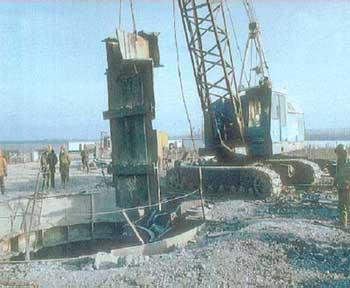
Abrüstungsarbeiten mit von der DTRA bereitgestellter Ausrüstung an einem ukrainischen SS-24-Raketensilo

Das On-Site Inspection Directorate ist verantwortlich für die Kontrolle nach einer wachsenden Zahl von Rüstungskontrollverträgen und vertrauensbildenden Maßnahmen (zum Beispiel Conventional Forces in Europe treaty und Open Skies treaty).
Das Threat Reduction Directorate hat die Aufgabe, die Bedrohung der Welt durch Massenvernichtungswaffen einzudämmen. Dazu gehört die Unterstützung zum Beispiel von GUS-Staaten bei der Vernichtung von Waffen aus Sowjetzeiten.
Das Technology Development Directorate ist für die Entwicklung von Technologien zuständig, welche die Bedrohung US-amerikanischer Soldaten durch Massenvernichtungswaffen reduzieren.
Das Chemical and Biological Defense Directorate ist für die Forschung im Bereich des C- und B-Waffenschutzes sowohl für das Militär wie auch für die Zivilbevölkerung zuständig.

## Partnerorganisationen anderer Staaten
- Deutschland: Zentrum für Verifikationsaufgaben der Bundeswehr (ZVBw)
- Großbritannien: Joint Arms Control Implementation Group  (JACIG)
- Belgien: Belgian Verification Agency  (BEVA)
- Italien: Centro Interforze Verifica Armamenti (CIVA)
- Frankreich: Unité Française de Vérification (UFV)
- Luxemburg: Groupe d'Inspections Vérifications et Observations Armée Luxembourgeoise  (GIVO)
- Russland: National Nuclear Risk Reduction Center  (NRRC)
- Spanien: Unidad De Verificacion Espanola (UVE)
- Belarus: National Agency for Control and Inspections (K für Kontrolja) (NAKI)
- Südkorea: Korea Arms Verification Agency (KAVA)